# Кордон блю

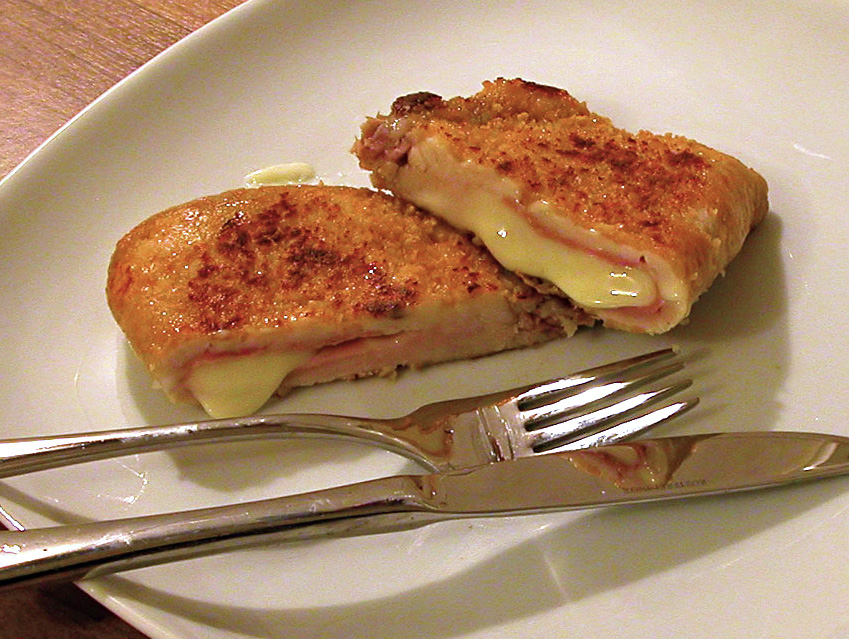
Кордон блю

Кордон блю (фр. cordon bleu [kɔʁdɔ̃ˈblø] — «синяя лента») — панированный в сухарях шницель из телятины, начинённый сыром и ветчиной, предположительно рецепт швейцарской кухни. Относительно происхождения названия блюда имеется несколько версий. Возможно, шницель кордон блю был победителем одного из кулинарных конкурсов во Франции. Возможно, шницель раньше перевязывали синей лентой. По ещё одной версии Людовик XV вручил орден Святого Людовика (носился на синей ленте) поварихе мадам Дюбарри, и с тех пор этим названием в шутку награждали всех хороших поваров и блюда. По четвёртой версии, на создание кордон блю повара одной состоятельной базельской семьи вдохновили синие ленты в волосах девочек, игравших во дворе.
Для приготовления кордон блю между двумя тонкими шницелями или в один более толстый шницель с прорезанным в нём карманом кладётся по одному ломтику сыра (эмменталь, грюйер или раклет) и нежирной варёно- или сырокопчёной ветчины. Края скрепляются с помощью деревянных шпажек. Затем шницель панируется в муке, яйце и сухарях и жарится на топлёном масле. Вместо телятины также используются свинина, куриные грудки и молодая индюшатина.